# 17. travnja
17. travnja (17. 4.) 107. je dan godine po gregorijanskom kalendaru (108. u prijestupnoj godini).
Do kraja godine ima još 258 dana.

## Događaji
- 1895. – Carski Japan i carstvo Qing potpisali su Maguanski sporazum, kojim je završen prvi kinesko-japanski rat.
- 1937. – Patak Darko (Daffy Duck) debitirao je u kratkom crtanom filmu studija Warner Bros.
- 1941. – Kapitulacija Kraljevine Jugoslavije u Drugom svjetskom ratu.
- 1942. – II. svjetski rat: zarobljeni francuski general Henri Giraud pobjegao je iz njemačkog zatočeništva u dvorcu Königstein.
- 1961. – Uz potporu CIA-e započeo je invaziju u Zaljevu svinja na Kubi.
- 1970. – "Apollo 16" s ljudskom posadom slijeće na Mjesec.
- 1975. – Crveni Kmeri osvojili su Phnom Penh, čime je završio Kambodžanski građanski rat.

| - 1814. – Heinrich August Rudolf Grisebach, njemački botaničar († 1879.) - 1818. – Aleksandar II., ruski car († 1881.) - 1864. - Ivan Nepomuk Jemeršić, hrvatski katolički svećenik († 1938.) - 1869. – Oton Iveković, hrvatski slikar († 1939.) - 1894. – Nikita Hruščov, sovjetski političar i predsjednik († 1971.) - 1915. – Regina Kazarjan, armenska slikarica († 1999.) - 1943. – Otokar Levaj, hrvatski glumac - 1985. – Jo-Wilfried Tsonga, francuski tenisač - 2004. – Diano Neris Ćeško, hrvatski rukometaš | - 1711. – Josip I., njemačko-rimski car, ugarsko-hrvatski i češki kralj (* 1678.) - 1790. – Benjamin Franklin, američki državnik, filozof, fizičar, ekonomist i pisac - 1867. – Ilija Vidošević, hrvatski franjevac (* 1802.) - 1903. – Ivan Jesse Kujundžić, hrvatski književnik - 1923. – Maria Teresa Nuzzo, malteška katolička redovnica (* 1851.) - 1926. – Hermann Bollé, austrijski arhitekt (*1845.) - 1963. – Viktor Car Emin, hrvatski književnik - 1976. – Henrik Dam, danski biokemičar i nobelovac (* 1895.) - 1980. – Alf Sjöberg, švedski kazališni i filmski redatelj (* 1903.) |

## Blagdani i spomendani
- Svjetski dan cirkusa
- Svjetski dan hemofilije